# Gaziura
Gaziura (en llatí Gaziura, en grec antic Γαζίουρα) era una ciutat del Pont, a la riba de l'Iris, prop del lloc on el riu gira cap al nord. Alguns autors suposen que era la mateixa ciutat que Talaura.
Va ser l'antiga residència dels reis del Pont, però al segle i aC ja estava deserta segons Estrabó. Mitridates VI Eupator va establir el seu campament a Gaziura quan es va enfrontar amb els Triaris de l'exèrcit romà.
La ciutat porta un nom d'arrel mede o persa que vol dir ciutat del tresor, i era probablement el lloc on els primers reis del Pont guardaven el seu tresor.